# Клементина Бельгийская
Клементина Альбертина Мария Леопольдина (англ. Clementine Albertine Marie Léopoldine; 30 июля 1872, Лакенский дворец — 8 марта 1955, Ницца) — принцесса Бельгийская, герцогиня Саксонская, принцесса Саксен-Кобург-Готская. Член бельгийского королевского дома и жена претендента на французский трон из династии Бонапарт принца Наполеона Виктора.

## Биография
Принцесса Клементина Альбертина Мария Леопольдина родилась в королевском дворце Лакен и была четвёртым ребёнком и третьей дочерью в семье короля Бельгии Леопольда II (1835—1909) и его супруги Марии Генриетты (1836—1902). Рождение дочери вместо ожидаемого наследника совсем расстроило отношения между родителями принцессы Клементины.
Не имея наследника, Леопольд II рассматривал возможность брака между Клементиной и её кузеном принцем Бодуэном (1869—1891), старшим сыном своего младшего брата графа Фландрского и будущим наследником бельгийского престола. В этом случае принцесса Клементина стала бы королевой Бельгии и трон наследовали бы её потомки. Но несмотря на влюбленность принцессы, брак не состоялся из-за ранней смерти принца Бодуэна.
Долгое время принцесса Клементина оставалась единственным членом семьи, который поддерживал отношения с королём Леопольдом II. После скандалов и морганатических браков старших дочерей, он полностью прекратил с ними общение. В 1895 году, чувствуя озлобленность мужа из-за неимения наследника, двор покинула и королева Мария Генриетта. Её обязанности исполняла Клементина. В 1902 году, после смерти матери, она официально стала первой дамой королевства. Постепенно и её отношения с отцом стали портиться: из-за нежелания дать согласие на её брак и связи отца с Бланш Делакруа.
Скончалась принцесса Клементина 8 марта 1955 года в Ницце.

## Брак и дети

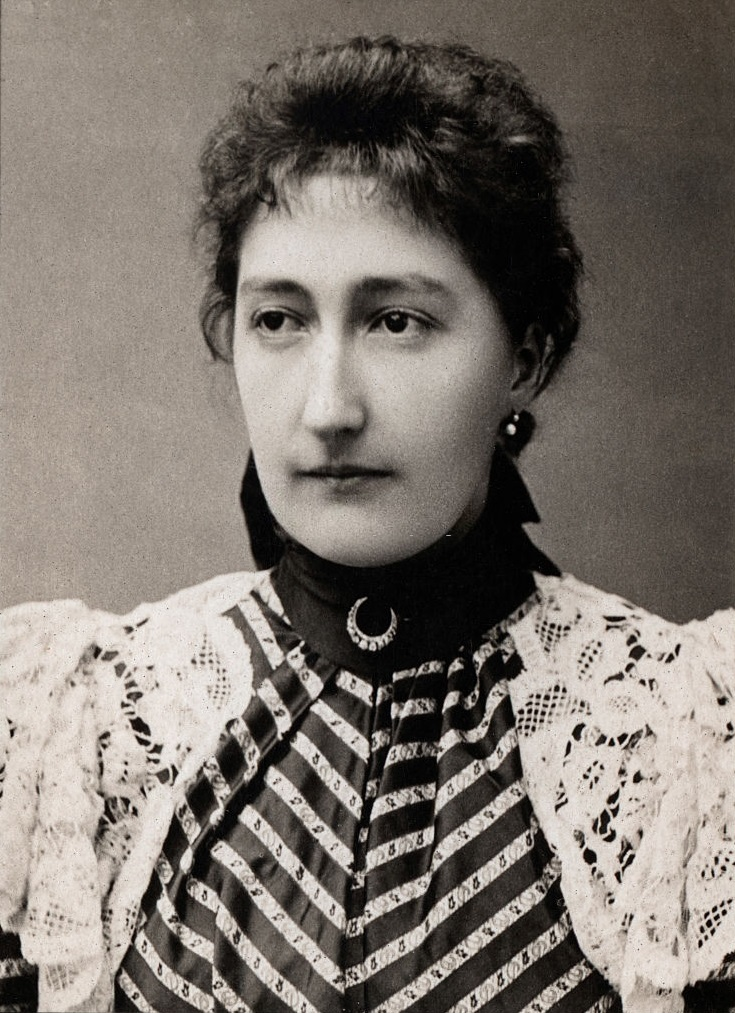
Клементина Бельгийская, ок. 1895

В 1888 году Бельгию посетил принц Наполеон Виктор (1862—1926). Он был сыном принца Наполеона Жозефа и принцессы Клотильды Савойской. По линии отца — внук Жерома Бонапарта и принцессы Екатерины Вюртембергской, которая состояла в родственных связях с домом Романовых; по линии матери — внук короля Италии Виктора Эммануила II и эрцгерцогини Марии Аделаиды Австрийской.
Принц Виктор был приглашен в королевский дворец, где познакомился с принцессой Клементиной. Молодые люди полюбили друг друга, но, несмотря на связи принца с многими королевскими домами, Леопольд II не дал согласия на брак дочери. В газете «Бельгийская независимость» была опубликована статья о долге принцессы перед страной и королём. Принцесса Клементина была вынуждена отступить, хотя вопрос о браке поднимался не раз.
После смерти отца, в 1909 году, принцесса Клементина обратилась с просьбой к новому королю Альберту I (младшему брату принца Бодуэна) и получила согласие на брак. 

14 ноября 1910 года состоялась свадьба принцессы Клементины и принца Виктора. Невесте было тридцать восемь лет, жениху — сорок восемь лет. Несмотря на трудности, брак был счастливым.
В браке родились следующие дети:
- Мария Клотильда, принцесса Наполеон[англ.] (1912—1996)
- Луи Бонапарт, принц Наполеон (1914—1997)